# دينيلسون دا روشا سانتوس
دينيلسون دا روشا سانتوس (1 ديسمبر 1971 في البرازيل – )؛ هو لاعب كرة قدم سابق كان يلعب كمدافع.

## وصلات خارجية
- دينيلسون دا روشا سانتوس على موقع رابطة كرة القدم اليابانية للمحترفين (اليابانية)